# Primaquine
La primaquine est un médicament antipaludique dérivé de la quinoléine, également utilisé contre la pneumocystose. Elle est souvent administrée sous forme de bisphosphate.

## Usage médical

### Comme antipaludéen

#### Guérison radicale du paludisme àP. vivaxet àP. ovale
La primaquine bisphosphate est principalement utilisée pour traiter les paludismes à Plasmodium vivax et Plasmodium ovale, plus particulièrement pour éliminer du foie les formes dormantes (hypnozoïtes) de ces parasites une fois ces derniers éliminés du flux sanguin, ce qu'on appelle la guérison radicale. Cela nécessite une prise de primaquine sur 14 jours : si la primaquine n'est pas administrée aux patients affectés d'un paludisme à P. vivax ou à P. ovale alors il est très probable d'observer une rechute dans les semaines, les mois, voire les années suivantes. L'interaction entre la primaquine et la quinine ou la chloroquine accroîtrait le taux de guérison radicale. On ignore sI d'autres antipaludéens tels que la méfloquine sont ainsi capables de potentialiser les effets de la primaquine.

#### Prévention de la transmission du paludisme àP. falciparum
Une dose unique de primaquine possède un effet gamétocytocide rapide et puissant contre les gamétocytes les plus mûrs (stade V) de Plasmodium falciparum, propriété que n'ont pas les autres autipaludéens courants, dont l'action cible les gamétocytes aux stades antérieurs. Il en résulte une réduction rapide de la transmission du parasite. La primaquine administrée en même temps comme traitement contre le stade sanguin asexué de P. falciparum a de fortes chances d'être utile pour maîtriser ce paludisme dans les zones à faible transmission. L'OMS indique qu'une dose unique de primaquine (0,25 mg·kg-1 de masse corporelle) peut être administrée sans risque, y compris aux personnes présentant un déficit en glucose-6-phosphate déshydrogénase, afin de prévenir la transmission du paludisme à P. falciparum.

#### Usage prophylactique
La primaquine n'est pas utilisée ordinairement pour prévenir le paludisme chez les voyageurs, mais peut être utilisée à cet effet par les personnes qui ne présentent pas de déficit en glucose-6-phosphate déshydrogénase lorsque les alternatives ne sont pas appropriées.

### Contre la pneumocystose
La primaquine est également utilisée contre la pneumocystose, une infection mycosique fréquente chez les patients atteints du sida et, plus rarement, chez ceux qui prennent des immunosuppresseurs. Dans cet usage, elle est généralement associée à la clindamycine.

## Effets indésirables
Les effets secondaires courants de la primaquine sont la nausée, les vomissements et les crampes d'estomac. Des maux de tête, des troubles de la vision et de fortes démangeaisons peuvent également survenir.
L'effet indésirable le plus sérieux de la primaquine est l'hémolyse chez les patients présentant un déficit en glucose-6-phosphate déshydrogénase, souvent issus de populations d'origine africaine ou méditerranéenne. Ceci survient avec l'administration de fortes doses pendant plusieurs jours et peut entraîner la mort, bien que le nombre de cas publiés soit faible.
La primaquine provoque une méthémoglobinémie chez tous les patients qui en prennent, à des niveaux atteignant 18 % quand le taux normal est inférieur à 1 %. Ceci reste néanmoins la plupart du temps asymptomatique et est toujours autolimitant. Il existe peut-être une relation avec le déficit en cytochrome b5 réductase.

## Contre-indications
D'un point de vue général, la primaquine ne devrait pas être administrée à toute personne présentant un déficit en glucose-6-phosphate déshydrogénase afin d'éviter une anémie hémolytique sévère. Cependant, l'OMS indique qu'une dose unique de primaquine (0,25 mg·kg-1 de masse corporelle) peut être administrée sans risque y compris dans ces cas-là afin de prévenir la transmission du paludisme à P. falciparum.
La primaquine est contre-indiquée pendant la grossesse car la situation du fœtus par rapport à la glucose-6-phosphate déshydrogénase est inconnue.
Enfin, la notice de la primaquine mentionne qu'elle ne doit pas être prise par les patients souffrant de lupus érythémateux disséminé ou de polyarthrite rhumatoïde, sans que la raison en soit claire.

## Divers
La primaquine fait partie de la liste des médicaments essentiels de l'Organisation mondiale de la santé (liste mise à jour en avril 2013).